# 레이맨 2: 대탈출
《레이맨 2: 대탈출》(Rayman 2: The Great Escape)은 유비소프트 몽펠리에가 개발하고 유비소프트가 배급한 액션 어드벤처 비디오 게임으로, 원작의 후속이다. 1999년에 닌텐도 64와 마이크로소프트 윈도우용으로 첫 출시되었으며, 2000년에 드림캐스트와 플레이스테이션용으로 출시되었다. 나중에 플레이스테이션 2용으로 《레이맨 레볼루션》, 게임보이 컬러용으로 《레이맨 2 포에버》, 닌텐도 DS용으로 《레이맨 DS》, 닌텐도 3DS용으로 《레이맨 3D》가 출시되었다.
이 게임은 출시 후에 많은 호평을 받았다. 3D, 레벨 디자인, 게임플레이 면에서 기준이 상승한 것으로 간주된다. 이 게임은 전시대 최고의 게임(Best Games Of All Time) 안에 언급되고 있다.

## 게임플레이
이 게임은 3인칭 관점에서 플레이되며 플레이어는 카메라를 통제할 수 있지만 일부 상황에서 이 통제는 특정한 각도로만 제한을 받는다. 게임의 일부 지점에서 플레이어는 일반적으로 캐릭터들 간 대화를 보여주는 컷 씬(cut scene)이 있는 동안 컨트롤을 할 수 없다.

## 반응
《레이맨 2》는 비평가와 팬들로부터 호평을 받았다.